# Листокрутка вербова кривовуса
Листокрутка вербова кривовуса (Pandemis heparana Schiff.) — шкідливий метелик. Пошкоджує всі плодові культури і багато листяних порід.

## Опис
Розмах крил метелика: самки — 22 міліметри, самця — 18 міліметрів. Малюнок крила подібний до малюнка смородинової листокрутки, але відтінок темніший. Передні крила червоно-бурі, основи крил і серединна перев'язь — темнішого кольору. Задні крила світло-сірі. Яйця такі самі, як і у смородинової листокрутки, але яйцекладки більш яскраво-зелені. Гусениці трав'янисто-зелені, з жовто-зеленою або блідо-зеленою головою. Лялечки світло-коричневі з темнішою спинкою і чохликами над зачатками крил, кінець черевця потовщений, з вісьмома гачечками: чотири на кінці і по два з боків. Довжина лялечки 12-14 міліметрів. Протягом літа дає дві генерації.

## Екологія
Зимують гусениці другого віку в павутинних коконах під сухими лусками бруньок і на плодушках. Навесні при середньодобовій температурі +15..+17°С гусениці виходять з коконів і пошкоджують бруньки й листя. В умовах України метелики літають з кінця травня до кінця липня. Одна самка може відкласти до 350 яєць. В одній яйцекладці 10-60 яєць. Через 9-12 днів з яєць виходять жовтувато-зелені, дуже дрібні гусениці, які склеюють павутиною два листки або, приклеюючи листок до плода, пошкоджують одночасно листок і шкірочку плода.